# عضو (کالبدشناسی)

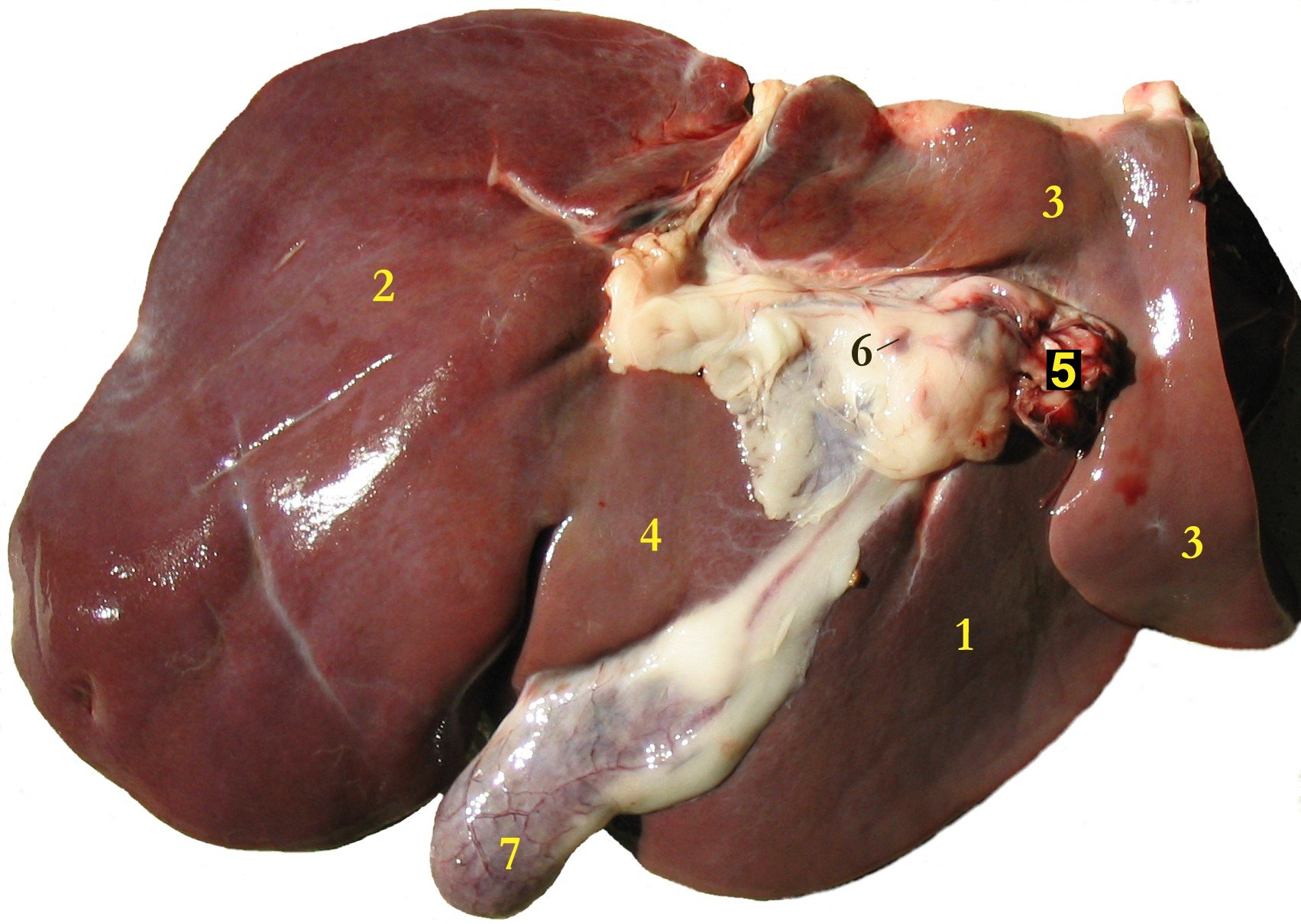
کبد یا جگر یکی از اندام‌های مهم در بدن است.

عُضو (به انگلیسی: Organ) در زیست‌شناسی به مجموعه بافت‌هایی گفته می‌شود که به‌طور هماهنگ و منظم با یکدیگر به منظور اجرای یک کارکرد مشخص در کنار هم قرار گرفته‌اند. در کالبدشناسی این واژه برای احشا (اعضای درونی بدن) بکار می‌رود. فرهنگستان زبان فارسی برای این اصطلاح پزشکی معادل اَندام را برگزیده است.

## نمونه‌هایی از اعضای بدن انسان
- چشم
- گوش
- زبان
- معده
- صورت
- کلیه
- مثانه